# Blyxa
Blyxa là một chi thực vật có hoa trong họ Hydrocharitaceae.